# Navghar-Manikpur
Navghar-Manikpur is een nagar panchayat (plaats) in het district Palghar van de Indiase staat Maharashtra. 

## Demografie
Volgens de Indiase volkstelling van 2001 wonen er 116.700 mensen in Navghar-Manikpur, waarvan 53% mannelijk en 47% vrouwelijk is. De plaats heeft een alfabetiseringsgraad van 83%. 